# Isabel Swan
Pour les articles homonymes, voir Swan.
Isabel Swan est une skipper brésilienne née le 18 novembre 1983 à Rio de Janeiro.

## Carrière
Aux Jeux olympiques d'été de 2008, Isabel Swan remporte la médaille de bronze en 470 avec Fernanda Oliveira.